# Regole di Hume-Rothery
Le regole di Hume-Rothery sono regole di derivazione statistica che descrivono le condizioni necessarie per l'esistenza di una lega sostituzionale. Sono chiamate così dal loro enunciatore, William Hume-Rothery.
Secondo le regole di Hume-Rothery, affinché due metalli possano dare leghe sostituzionali devono:
- avere raggi atomici che non differiscano per più del 15 %;
- avere la stessa struttura cristallina;
- possedere elettronegatività simile;
- possedere la stessa valenza.

In molti casi basta rispettare le prime due regole in quanto le ultime due si verificano di conseguenza.